# Amore e guerra (film 1975)
Amore e guerra (Love and Death) è un film del 1975 scritto, diretto e interpretato da Woody Allen.
Ambientato nella Russia del XIX secolo, è ironicamente tratto dal romanzo Guerra e pace di Lev Tolstoj, anche se non mancano i riferimenti a Fëdor Dostoevskij e ad altri esponenti della letteratura russa.
Il film è stato girato in Francia e in Ungheria; dopo questo film Allen non ha più realizzato per i successivi vent'anni pellicole fuori dell'America fino a Tutti dicono I Love You, del 1996.

## Trama
Russia, inizio del XIX secolo. Boris Grushenko è un giovane un po' particolare; i suoi due fratelli, Ivan e Mikhail, sono forti e spavaldi, mentre lui è goffo, impacciato, codardo, intellettuale, e vorrebbe scrivere poesie. Boris sin da bambino è innamorato di sua cugina Sonja, una donna bellissima e intelligente, con la quale ha complesse discussioni filosofiche, ma non ha mai avuto il coraggio di confessarle il suo amore. Sonja confida a Boris di essere innamorata di suo fratello Ivan, ma quest'ultimo decide di sposarsi con un'altra donna. Sonja allora, per ripicca, concede la sua mano a uno squallido e noioso mercante d'aringhe.
Un giorno giunge la notizia dell'invasione dell'Austria da parte di Napoleone e Boris, riluttante al combattimento, viene forzato ad arruolarsi nell'esercito dello zar. Finito l'addestramento, appena prima di partire per il fronte, Boris reincontra Sonja, la quale gli racconta che il suo matrimonio è infelice e che ha innumerevoli amanti. Boris va in battaglia e, fortuitamente, diventa un eroe di guerra. Grazie a ciò ha l'occasione di incontrare la bellissima contessa Aleksandrovna, con la quale trascorre 5 focosissimi minuti, e per questo viene sfidato in duello dall'amante di lei, l'abilissimo tiratore Anton Lebedokov. La prospettiva dell'imminente morte fa trovare il coraggio a Boris di confessare il suo amore per Sonja, divenuta nel frattempo vedova, e le chiede di sposarlo se sopravviverà al duello. Sonja accetta, essendo certa che egli non sopravviverà alla sfida; invece, non solo Boris sopravvive al duello con Lebedokov, ma quest'ultimo deciderà di cambiare vita in seguito al rifiuto di Boris di sparargli, preferendo sparare in aria (per essere colpito lui stesso dalla propria pallottola).
Boris e Sonja, quindi, si sposano; inizialmente Sonja è freddissima con lui ma col tempo si innamora e trovano la loro serenità ed iniziano a parlare di figli; proprio in questa parentesi di felicità, Napoleone invade e conquista la Russia. A quel punto Sonja, nonostante la riluttanza di Boris, pianifica di assassinare Napoleone e i due prendono il posto di don Francisco, un diplomatico spagnolo, e di sua sorella e si fanno ricevere dall'imperatore, ma la coppia non sa che in realtà egli è un sosia, appositamente selezionato per prevenire un attentato all'imperatore. Sonja seduce il sosia di Napoleone e lo porta in camera sua, dove Boris dovrebbe ucciderlo, ma quest'ultimo cade preda a dilemmi morali e non ha il coraggio di agire. Il sosia dell'imperatore verrà poi assassinato per sbaglio da un francese, intento a togliere la vita proprio a don Francisco, e la colpa viene fatta cadere su Boris che viene arrestato, mentre Sonja riesce a fuggire. Mentre Boris attende di essere giustiziato in cella riceve la visita di un angelo, che gli preannuncia che non verrà giustiziato poiché sarà graziato dall'imperatore. Ma le cose non vanno così e Boris, che affronta il plotone d'esecuzione con disinvoltura essendo certo che arriverà per lui la grazia, viene di fatto fucilato. A Boris non resta che dare un ultimo saluto a Sonja, scortato dalla Morte, fare un ultimo malinconico monologo e allontanarsi danzando con la triste mietitrice.

## Temi e stile
Rispetto ai film precedenti, Woody Allen in questo caso privilegia una comicità più verbale e meno fisica, abbandonando quasi del tutto le caratteristiche slapstick dei primi film, soprattutto del precedente Il dormiglione: «Da un film in cui il linguaggio del corpo assumeva un grande spazio si passa a un cinema di parola in cui il filo delle lame è acuminato come quello delle battute». Il film è così tutto basato su dialoghi molto brillanti, con un gran numero di battute, e su continue parodie e riferimenti alla cultura russa ed europea in generale. Le musiche infatti sono del compositore russo Sergei Prokofiev, e ci sono riferimenti al cinema di Ėjzenštejn e di Bergman e alla letteratura di Dostoevskij e di Tolstoj.
Da questo film ha inizio l'allontanamento di Allen dall'umorismo puro, in direzione di commedie più sofisticate e complesse e, a tratti, drammatiche. Tra le varie battute emerge infatti l'inquietudine esistenziale di Allen, specialmente riguardo alla paura della morte (evocata per tutta la durata del film a partire dal titolo originale), il rapporto con le donne e con la società. «La citazione, la parodia, il nonsense, la contaminazione dei generi, sono ormai funzioni di un discorso più complesso sui fondamenti della vita». Molte delle situazioni del film si basano su contrapposizioni di elementi opposti come codardia/eroismo, matrimonio/sessualità, restaurazione/rivoluzione, pubblico/privato.

## Citazioni e parodie
- Diversi dialoghi del film ricordano i film di Ingmar Bergman, uno dei miti di Allen, in particolare le battute sui "campi di grano" e l'ultima scena con Diane Keaton («Amare è soffrire», ecc.). L'ultima inquadratura di quella scena, con i due volti che si sovrappongono, è una parodia di Persona dello stesso Bergman, mentre gli incontri e i dialoghi con la morte in persona, così come la danza macabra alla fine del film ricordano le situazioni analoghe de Il settimo sigillo, sempre di Bergman.
- Le inquadrature delle statue di leoni durante la scena d'amore tra Boris e Sonja sono una parodia di una scena simile di La corazzata Potëmkin di Sergej Michajlovič Ėjzenštejn, ma in quel caso la scena era di una battaglia, così come il ferimento ad un occhio di un soldato con gli occhiali durante la guerra (l'occhio della madre) sempre riferendosi alla Corazzata Potemkin.
- Quando Boris cerca di comporre una poesia scrive la frase: «I should have been a pair of ragged claws scuttling across the floors of silent seas» per poi appallottolare il foglio e buttarlo, dicendo che era troppo sentimentale; la frase è tratta dalla poesia Il canto d'amore di J. Alfred Prufrock di T. S. Eliot.